# Sheer Terror
A Sheer Terror egy amerikai együttes. Tagok: Paul Bearer, Alan Blake, Baron Misuraca és Sam Lohman. 1984-ben alakultak meg New Yorkban. Többször is felléptek a legendás CBGB klubban, ami amúgy is köztudottan a punk zenekarok kedvelt színtere volt. Eredetileg 1984-től 1998-ig működtek, 2004-ben összeálltak egy koncert idejére, végül pedig 2010-től újból összeálltak és a mai napig működnek. Az évek során a hardcore punk stílusról áttértek a metalcore, a sludge-metal és a crossover thrash műfajokra. A "Just Can't Hate Enough" című daluk a 2008-as Grand Theft Auto IV című videojátékban is hallható.

## Diszkográfia
- Just Can't Hate Enough (1989)
- Ugly and Proud (1991)
- Thanks Fer Nuthin (1992)
- Old, New Borrowed and Blue (1994)
- Love Songs for the Unloved (1995)
- Standing Up for the Falling Down (2014)
- The Bulldog Box (2016)